# Phil Galfond
Phil Galfond (North Potomac, 1985) è un giocatore di poker statunitense.

## Carriera
Cresciuto nella sua città natale, andò a vivere a New York durante il periodo di studio universitario.
Galfond è principalmente un giocatore di cash game, assiduo frequentatore dei tavoli high stakes nelle più note poker room online, soprattutto nelle varianti NL Hold'em e Pot Limit Omaha. A seguito del famoso Black Friday del poker avvenuto il 15 aprile 2011 quando tutti i siti di dominio .net riguardanti le scommesse ed il gioco d'azzardo online furono bloccati dall'FBI, ha deciso di cambiare la residenza, trasferendosi in Canada, a Vancouver. Infatti, le case da gioco dove era solito giocare (Full Tilt Poker e Pokerstars) erano fra queste, e ciò lo spinse a trasferirsi in Canada per poter continuare a giocare .
Ha vinto un braccialetto WSOP nell'evento "$5.000 pot limit Omaha" alle WSOP 2008 guadagnando $817.781 e riesce a conquistare il secondo titolo in carriera alle World Series of Poker 2015, vincendo l'evento "$10.000 No-Limit 2-7 Draw Lowball Championship" per un premio di $224.383.

### Braccialetti WSOP
| Anno | Torneo                                         | Premio   |
| ---- | ---------------------------------------------- | -------- |
| 2008 | $5.000 Pot Limit Omaha con rebuy.              | $817.781 |
| 2015 | $10.000 No-Limit 2-7 Draw Lowball Championship | $224.383 |